# Passeig del Comte d'Ègara
El passeig del Comte d'Ègara (popularment conegut simplement com el Passeig) és una via urbana del centre de Terrassa que uneix el carrer de la Font Vella (a l'oest) amb la plaça del Doctor Robert (a l'est); pel nord hi desemboquen els carrers del Passeig i de Garcia Humet. Té forma triangular, amb la part central enjardinada, on s'aixeca el monument a Alfons Sala, comte d'Ègara (obra de Frederic Marès de 1950), que dona nom al passeig. Les cases de la banda sud són les que més interès tenen: les dels números 8 a 26 formen un conjunt protegit com a bé cultural d'interès local, i també la del número 2-4 (Casa Benet Badrinas, de Lluís Muncunill, 1916).

## Història

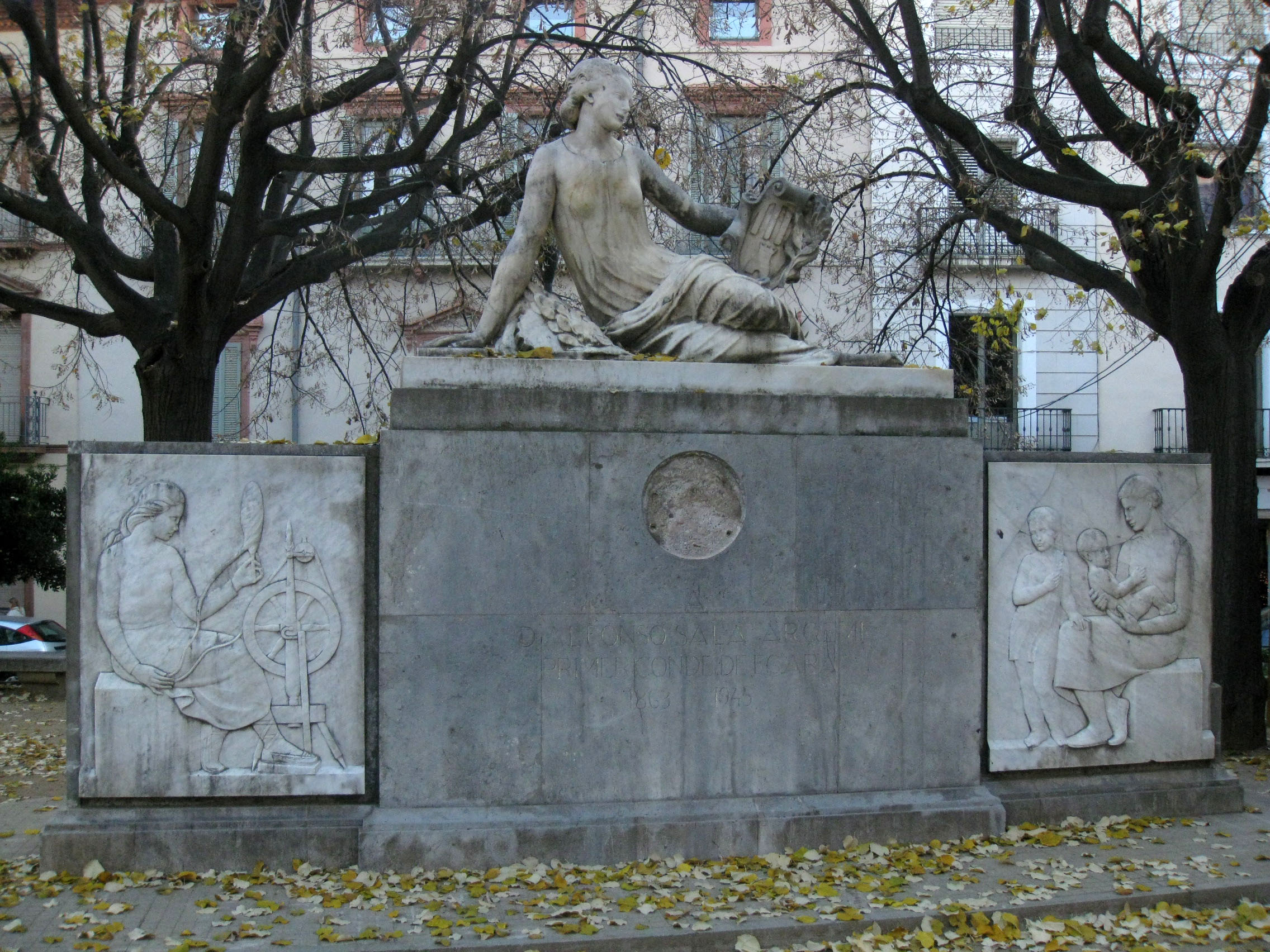
Monument a Alfons Sala, de Frederic Marès, al centre del passeig

El passeig del Comte d'Ègara fou urbanitzat a partir del 1843, al final del carrer de la Font Vella, dins del procés d'expansió de la ciutat a conseqüència del creixement demogràfic. Concebut com a zona residencial per a la burgesia, s'hi edificaren essencialment habitatges estilísticament eclèctics. A la dècada dels anys 40 del segle XX aquesta zona va experimentar un procés de reforma urbanística, segons el projecte d'Ignasi Escudé, i amb la intervenció de Jaume Argemí en l'enjardinament. Malgrat aquesta modificació de l'entorn i la construcció als números 6 i 28 de dos blocs de pisos molt elevats, el conjunt d'edificis de la banda sud manté el regust vuitcentista original.
Abans de la seva urbanització, el Passeig, com se l'anomena popularment, es coneixia com el camp de les Tres Puntes. Durant la República fou anomenat passeig de García Hernández.

## Passeig del Comte d'Ègara, núm. 8-26
El conjunt és format per vuit habitatges contigus amb façana al passeig i, en general, amb pati posterior. Són edificis entre mitgeres, d'amplades diverses, amb planta baixa i dos pisos. Alguns tenen golfes o cossos afegits. Les cobertes en general són de teula. Cal destacar la unitat constructiva (distribució interior, patis posteriors) i compositiva (obertures allindanades, balcons amb barana de ferro, ornamentació classicista més o menys acusada, etc.). Tenen especial interès les cases núm. 14-16 (Casa Sanmartí, de Lluís Muncunill, 1900), núm. 22 (Casa Monet) i núm. 26 (Casa Duran, reformada per Ignasi Escudé, 1941).